# Filippo Filonardi
Pour les articles homonymes, voir Filonardi.
Filippo Filonardi (né en 1582 à Bauco, dans le Latium, alors dans les États pontificaux, et mort le 29 septembre 1622 à Rome), est un cardinal italien de l'Église catholique de la XVIIe siècle, nommé par le pape Paul V.
Il est le frère d'Alessandro Filonardi, évêque d'Aquino (1615-1645) et de Mario Filonardi, archevêque d'Avignon, 1622-1644. Filonardi est l'arrière-petit-neveu du cardinal Ennio Filonardi (1536) et le grand-oncle du cardinal Giovanni Battista Bussi (1712).

## Biographie
Filippo Filonardi est élu évêque d'Aquino en 1608. Il est vice-gouverneur à Ferno et vice-légat à Avignon de 1610-1614.
Le pape Paul V le crée cardinal lors du consistoire du 7 août 1611. Il participe au conclave de 1621, lors duquel Grégoire XV est élu pape. 
Filonardi est un mécène généreux des artistes et écrivains.